# Involução (matemática)

Uma involução é uma função que, quando aplicada duas vezes, nos traz de volta ao ponto de partida

Em matemática, uma involução, ou uma função involutiva, é uma função f que é a sua própria inversa,
f(f(x)) = x
para todo x no domínio de f.
O termo anti-involução refere-se a involuções baseadas em antihomomorfismos (veja abaixo a seção sobre álgebra de quatérnios, grupos e semigrupos)
f(xy) = f(y) f(x)
de tal forma que
xy = f(f(xy)) = f( f(y) f(x) ) = f(f(x))  f(f(y)) = xy.

## Propriedades gerais
Toda involução é uma bijeção.
A função identidade é um exemplo trivial de uma involução. Exemplos comuns em matemática de involuções não triviais incluem a multiplicação por −1 na aritmética, a tomada de recíprocos, complementação em teoria dos conjuntos e a conjugação complexa. Outros exemplos incluem a inversão numa circunferência, rotação de meia-volta, e as cifras recíprocas, tais como a transformação ROT13 e a cifra poli-alfabética de Beaufort .
O número de involuções, incluindo a involução identidade, em um conjunto com n = 0, 1, 2, ... elementos é dada por uma relação de recorrência encontrada por Heinrich agosto de Rothe em 1800:
a0 = a1 = 1;
an = an − 1 + (n − 1)an − 2, para n > 1.
Os primeiros termos desta sequência são 1, 1, 2, 4, 10, 26, 76, 232 (sequência A000085 na OEIS); estes números são chamados números de telefone, e também contam o número de diagramas de Young, com um determinado número de células. A composição g ∘ f de duas involuções f e g é uma involução se, e somente se, elas comutam: g ∘ f = f ∘ g.
Toda involução em um número ímpar de elementos tem pelo menos um ponto fixo. Mais geralmente, para uma involução em um conjunto finito de elementos, o número de elementos e o número de pontos fixos têm a mesma paridade.

## Involuções nas áreas da matemática

### Pré-cálculo
Exemplos básicos de involuções são as funções:
{\displaystyle f_{1}(x)=-x,}
ou
{\displaystyle f_{2}(x)={\frac {1}{x}},}
bem como a sua composição
{\displaystyle (f_{1}\circ f_{2})(x)=(f_{2}\circ f_{1})(x)=f_{3}(x)=-{\frac {1}{x}}.}
Estas não são as únicas involuções no pré-cálculo. Outro exemplo, definido nos reais positivos, é o seguinte:
{\displaystyle f(x)=\ln \left({\frac {e^{x}+1}{e^{x}-1}}\right).}
O gráfico de uma involução (sobre os números reais) tem simetria axial em relação à reta {\displaystyle y=x.} Isto se deve ao fato de que a inversa de uma função arbitrária é a sua reflexão em relação à reta {\displaystyle y=x,} que forma 45° com o eixo horizontal. Isso pode ser visto trocando-se {\displaystyle x} por {\displaystyle y.} Se, em particular, a função é uma involução, então o gráfico coincidirá com o seu próprio reflexo.
Outras involuções elementares são úteis na solução de equações funcionais.

### Geometria euclidiana
Um exemplo simples de uma involução do espaço Euclidiano tridimensional é a reflexão em relação a um plano. Realizar uma reflexão duas vezes traz um ponto de volta para as suas coordenadas originais.
Outra involução é a reflexão em relação à origem; não uma reflexão no sentido acima e, portanto, um exemplo distinto.
Essas transformações são exemplos de involuções afins.

### Geometria projetiva
Uma involução é uma projetividade de período 2, isto é, uma projetividade que permuta pares de pontos. Coxeter relaciona três teoremas sobre involuções:
- Qualquer projetividade que permuta dois pontos é uma involução.
- Os três pares de lados opostos de um quadrângulo completo intersectam qualquer reta (que não passe por um vértice) em três pares de uma involução (isto é o teorema de involução de Desargues,[5] cuja origem pode ser vista no Lema IV dos lemas para o Porisms de Euclides no Volume VII da Coleção de Papo de Alexandria[6]).
- Se uma involução tem um ponto fixo, ela tem outro, e consiste na correspondência entre conjugados harmônicos em relação a estes dois pontos. Neste exemplo, a involução é chamada de "hiperbólica", enquanto que se não existirem pontos fixos ela é "elíptica".

Outro tipo de involução que ocorre na geometria projetiva é uma polaridade, que é uma correlação de período 2.

### Álgebra linear
Em álgebra linear, um operador linear T sobre um espaço vetorial é uma involução se {\displaystyle T^{2}=I.} Com exceção do caso em que o corpo de escalares tem característica 2, tais operadores são diagonalizáveis para uma determinada base com apenas 1s e −1s na diagonal da matriz correspondente. Se o operador é ortogonal (uma involução ortogonal), então ele é ortogonalmente diagonalizável.
Por exemplo, suponha que uma base para um espaço vetorial V é escolhida, e que e1 e e2 sejam elementos da base. Existe uma transformação linear f que leva e1 em e2, e leva e2 em e1, e que é a identidade em todos os outros vetores base. Pode ser verificado que f(f(x)) = x para todo x em V, ou seja, que f é uma involução de V.
Para uma base específica, qualquer operador linear pode ser representado por uma matriz T. Cada matriz tem uma transposta, obtida por meio da troca de linhas por colunas. Esta transposição é uma involução no conjunto de matrizes.
A definição de involução se generaliza facilmente para módulos. Dado um módulo M sobre um anel R, um R-endomorfismo f de M é chamado de involução se f 2 é o homomorfismo identidade em M.
As involuções estão relacionadas aos idempotentes; se 2 é invertível, então eles têm uma correspondência um a um.

### Álgebra de quatérnios, grupos, semigrupos
Em uma álgebra de quatérnios, define-se uma (anti-)involução pelos seguintes axiomas: uma função {\displaystyle x\mapsto f(x)} é uma involução se:
- {\displaystyle f(f(x))=x} (ela é a sua própria inversa)
- {\displaystyle f(x_{1}+x_{2})=f(x_{1})+f(x_{2})} e {\displaystyle f(\lambda x)=\lambda f(x)} (ela é linear)
- {\displaystyle f(x_{1}x_{2})=f(x_{1})f(x_{2})}

Por outro lado, a função f é uma anti-involução se satisfaz os dois primeiros axiomas, e também o seguinte
- {\displaystyle f(x_{1}x_{2})=f(x_{2})f(x_{1})}

Esta última propriedade as vezes é chamada de antidistributiva. Ela também aparece em grupos como (xy)−1 = y−1x−1. Quando é considerada como um axioma, ele dá origem à noção de semigrupo com involução, da qual há exemplos naturais que não são grupos, tais como, por exemplo, a multiplicação de matrizes quadradas (ou seja, o monoide linear completo) com a transposição sendo a involução.

### Teoria de anéis
No teoria de anéis, a palavra involução normalmente é usada para se referir a um antihomomorfismo que é o seu próprio inverso. Exemplos de involuções em anéis comuns:
- conjugação complexa no plano complexo
- a multiplicação por j nos números complexos hiperbólicos
- a transposição em um anela de matrizes.

### Teoria dos grupos
Em teoria dos grupos, um elemento de um grupo é uma involução se tem ordem 2, ou seja, uma involução é um elemento a tal que a ≠ e e a2 = e, onde e é o elemento neutro.
Originalmente, esta definição estava de acordo com a primeira definição acima, uma vez que os membros dos grupos sempre foram bijeções de um conjunto em si mesmo, ou seja, o termo grupo era usado para se referir a um grupo de permutações. No final do século XIX, o conceito de grupo passou a ser definido de forma mais ampla, e o mesmo aconteceu com o conceito de involução.
Uma permutação é uma involução precisamente quando pode ser escrita como um produto de uma ou mais transposições que não se sobrepõe.
As involuções de um grupo têm um grande impacto sobre a estrutura do grupo. O estudo das involuções foi fundamental na classificação dos grupos simples finitos.
Um elemento x de um grupo G é considerado fortemente real se há uma involução t 
com xt = x−1 
(em que xt = t−1⋅x⋅t).
Os grupos de Coxeter são grupos gerados por involuções com as relações determinadas apenas pelas relações dadas para os pares de involuções geradoras. Os grupos de Coxeter podem ser usados, entre outras coisas, para descrever os possíveis poliedros regulares e suas generalizações para dimensões superiores.

### Lógica matemática
A operação de complemento na álgebra Booleana é uma involução. Do mesmo modo, a negação na lógica clássica satisfaz a lei da dupla negação: ¬¬A é equivalente a A.
Geralmente, em lógicas não clássicas, uma negação que satisfaça a lei da dupla negação é dita involutiva. Em semântica algébrica, tal negação é obtida como uma involução na álgebra de valores de verdade. Entre as lógicas que têm negações involutivas estão, por exemplo, a lógica de três valores de Kleene e Bochvar, a lógica de muitos valores de Lukasiewicz, a lógica fuzzy IMTL, etc. Às vezes a negação involutiva é adicionado como um conectivo adicional às lógicas com negações não-involutivas; isso é comum, por exemplo, nas lógicas difusas de T-norma.
A involutividade da negação é uma propriedade caracterizadora importante para as lógicas e as correspondentes variedades de álgebras. Por exemplo, a negação involutiva caracteriza a álgebra Booleana entre as álgebras de Heyting. Do mesmo modo, a lógica Booleana clássica surge ao adicionar a lei da dupla negação à lógica intuicionista. A mesma relação também vale entre as MV-álgebras e as BL-álgebras (e, assim, respectivamente, entre a lógica de Lukasiewicz e a lógica fuzzy BL), IMTL e MTL, e outros pares de variedades de álgebras importantes (respectivamente, lógicas correspondentes).
No estudo das relações binárias, toda relação tem uma relação inversa. Como a inversa da inversa é a relação original, a operação de inversão é uma involução na categoria das relações. As relações binárias são ordenadas através da inclusão. Embora essa ordem seja invertida com a involução de complementação, ela é preservada sob a inversão.

### Ciência da computação
A operação bit a bit XOR com um valor determinado para um parâmetro também é uma involução. As máscaras XOR já foram usadas para desenhar gráficos em imagens de tal forma que ao desenhá-las duas vezes no plano de fundo o plano de fundo era revertido para seu estado original.
Outro exemplo é uma máscara de bits e função de deslocamento operando sobre os valores de cor armazenados como inteiros, digamos, no formato RGB que, e que troca R e B, resultando na forma BGR. f(f(RGB))=RGB, f(f(BGR))=BGR.
A cifra criptográfica RC4 é involutiva, já que a criptografia e a descriptografia usam a mesma função.